# Colla, Bordj Bou Arréridj
Colla là một đô thị thuộc tỉnh Bordj Bou Arréridj, Algérie. Dân số thời điểm năm 2002 là 7.963 người.